# Ambassis jacksoniensis
Ambassis jacksoniensis es una especie de pez del género Ambassis, familia Ambassidae. Fue descrita científicamente por Macleay en 1881.
Se distribuye por el Pacífico Sudoccidental; especie endémica de Australia. La longitud total (TL) es de 7 centímetros. Habita en aguas dulces, también se le encuentra en manglares.
Está clasificada como una especie marina inofensiva para el ser humano.